# Victor Fontana
Victor Fontana (né le 16 juillet 1916 et mort le 5 décembre 2017) est un homme politique brésilien. 
Il fut notamment vice-gouverneur de l'État de Santa Catarina dans le gouvernement de Esperidião Amin Helou Filho, de 1983 à 1987. 
Diplômé en génie chimique, il participa tout d'abord au développement de l'industrie agro-alimentaire à Santa Catarina. Il exerça également les fonctions de député de l'État et de président de la banque de l'État (BESC).